# Банконе ди Сопра (Потенца)
Банконе ди Сопра (итал. Bancone di Sopra) је насеље у Италији у округу Потенца, региону Базиликата.
Према процени из 2011. у насељу је живело 165 становника. Насеље се налази на надморској висини од 980 м.